# Метанартециум
Метанартециум (лат. Metanarthecium) — монотипный род растений семейства Нартециевые (Nartheciaceae). Включает единственный вид — Метанартециум жёлто-зелёный (Metanarthecium luteoviride).

## Ботаническое описание

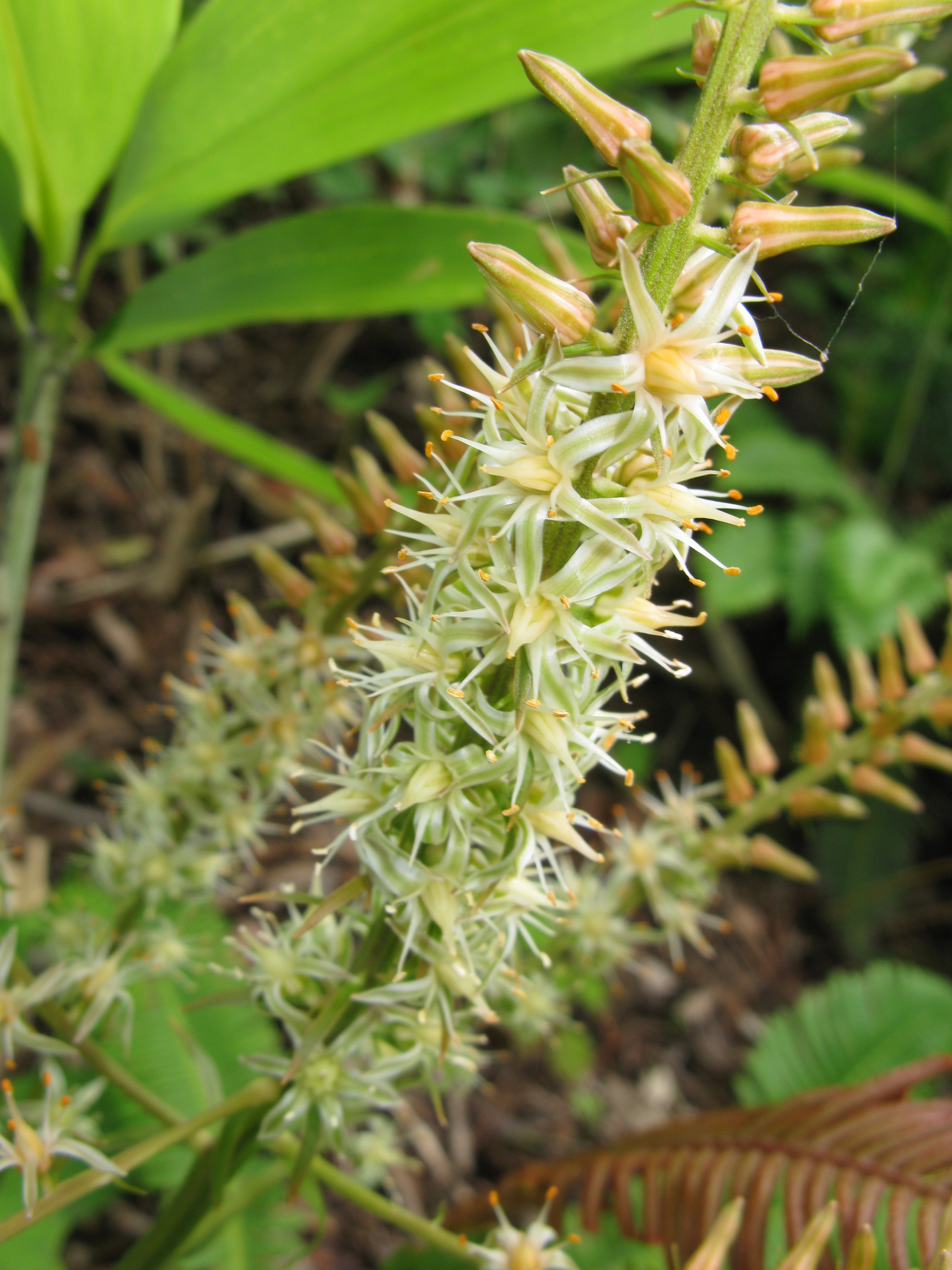
Соцветие

Многолетнее травянистое желтовато-зелёное растение, до 30 (40) см высотой. Корневище утолщённое, короткое. Стебель вверху коротко опушён мучнистыми волосками. Листья собраны в прикорневую розетку, узко-обратноланцетные или широкообратноланцетные, 6—20 см длиной и 0,9—4 см шириной, коротко заострённые, основание длинно-клиновидное. Стеблевой лист чешуевидный, одиночный.
Цветки до 1 мм длиной, собраны по 10—13 в простую кисть, 3—3,5 см длиной. Прицветники узколанцетные, до 3 мм длиной. Околоцветник 5—6 мм длиной; листочков 6, зеленоватых или желтовато-зелёных, свободных, край беловато-перепончатый, верхушка загнута вовнутрь. Пыльники 0,9—1 мм длиной. Рыльце одно, на тонком столбике. Завязь яйцевидная или шаровидная. Плод — яйцевидно-продолговатая коробочка.
Цветение в июле—августе, плоды созревают в сентябре—октябре.

## Распространение
Встречается на горных лужайках и в бамбучниках Японии и на южных Курильских островах (Кунашир, Итуруп).

## Охрана
Вид внесён в Красную книгу Сахалинской области (охраняется в Курильском заповеднике).